# Mathieu Kérékou
(Ahmed) Mathieu Kérékou (Kouarfa, 2 september 1933 – Cotonou, 14 oktober 2015) was in de perioden 1972-1991 en 1996-2006 president van Benin.

## Biografie
Kérékou werd geboren in Kouarfa in de huidige gemeente Toucountouna. Hij behoorde tot de Somba of Ditammari en bezocht militaire scholen in Mali en Senegal. Hij diende tot 1961 in het Franse leger waar hij de rang van majoor bereikte.

### Jonge jaren
Na de onafhankelijkheid van Dahomey keerde Kérékou naar zijn geboorteland terug en diende in het leger van de jonge republiek. Daarnaast was hij militair raadgever van de eerste president, Hubert Maga. In 1967 nam hij deel aan de militaire staatsgreep die de militairen aan de macht bracht. In juli 1968 droegen de militairen de macht over aan een burgerpresident. Van 1968 tot 1970 volgde Kérékou in Frankrijk een militaire vervolgopleiding aan een militaire academie. 

### President van Benin (1972-1990)
Na zijn terugkeer groeide zijn verzet tegen de burgerregering. In oktober 1972 pleegde hij een succesvolle staatsgreep en schoof hij president Justin Ahomadegbé-Tomêtin terzijde. Kérékou werd president en begon met het voeren van een links bewind. Nog in 1972 knoopte hij betrekkingen aan met de Volksrepubliek China.
In 1974 maakte Kérékou van Dahomey een socialistische republiek en in 1975 wijzigde hij de landsnaam in Benin. In datzelfde jaar richtte hij de eenheidspartij, de Revolutionaire Volkspartij van Benin (PRPB) op, een partij gebaseerd op het marxisme-leninisme. In 1977 kreeg het land een socialistische grondwet.
In de nacht van 15 op 16 januari 1977 vond er een landing plaats van oppositiekrachten die probeerden het bewind van Kérékou omver te werpen. Volgens de radio van de Afrikaanse staat waren het "buitenlandse huurlingen, die betaald worden door het internationale imperialisme". Deze door Frankrijk gesteunde poging tot staatsgreep werd geleid door Bob Denard. Na een kort gevecht werden de guerrilla's verdreven.
In 1979 werd Kérékou tot president van Benin gekozen (hij was de enige kandidaat). Op 28 september 1980 bekeerde Kérékou zich na een bezoek aan Libië tot de islam en nam de voornaam Ahmed aan. Later werd hij weer christen en noemde hij zichzelf weer Mathieu.

### Verval (1980-1988)
Onder Kérékou's eerste bewind als president werd Benin een socialistische volksrepubliek. Hij regeerde zijn land met straffe hand en probeerde het met financiële hulp van China om te vormen tot een arbeiders- en boerenstaat. De economie raakte echter in een depressie en de levensomstandigheden van de inwoners van Benin verslechterden.

Hoewel het dogmatisch karakter van het regime sedert 1980 verminderde, nam de ontevredenheid toe. De salarissen van het enorm gegroeide ambtenarenapparaat (van 9.000 naar 47.000 ambtenaren) werden niet meer uitbetaald. Banken waren failliet. De formele economie bestond niet meer. Corruptie en banditisme teisterden het land.

### Kentering (1988-1990)
In 1988 en 1989 legde de ene staking na de andere het land plat. Na de val van de Berlijnse Muur, beseft het regime dat het geen keuze meer had. De kentering werd ingeluid door de katholieke kerk, die begin 1989 in een moedige pastorale brief, het regime en bloc veroordeelde. Kérékou boog het hoofd. Hij zwoer eind 1989 het marxisme-leninisme af, ontbond het politbureau en het centraal comité, en stemde in met het bijeenroepen in februari 1990 van de Conférence Nationale des Forces Vives de la Nation. Op deze historische conferentie, die in de daarop volgende jaren ook elders op het continent – met wisselend succes – navolging vond, werd in een periode van slechts 10 dagen de basis gelegd voor de huidige pluriforme Beninese samenleving.
Het succes van de conferentie was voor een belangrijk deel toe te schrijven aan het voorzitterschap, maar vooral ook de persoonlijkheid en het morele overwicht van Mgr. Isedore de Souza, aartsbisschop van Cotonou, en zijn persoonlijke invloed op Kérékou. Met grote tact en discretie wist hij te bereiken dat Kérékou de conclusies van de conferentie ten slotte aanvaardde. In zijn slottoespraak betuigde Kérékou zijn schaamte voor zijn oorspronkelijke weerstand. De zaal reageerde met een ovatie. Voor Kérékou betekende dit ook een persoonlijk keerpunt, hij bekeerde zich tot vroom christen. Deze episode is relevant, omdat hij voor een deel verklaart hoe Kérékou zes jaar later op democratische wijze herkozen kon worden als president van Benin.
Voor Benin brak een nieuwe periode aan. Conform de conclusies van de Conferentie trad een interim-regering aan, met Kérékou als president a.i. en de Wereldbankfunctionaris Nicéphore Soglo als eerste minister. Eind 1990 werd een nieuwe grondwet aangenomen, waarin de basis werd gelegd voor het nieuwe democratisch bestel. Er kwam volledige vrijheid van meningsuiting, een veelheid van politieke partijen; kranten, en radiostations werden opgericht, politieke gevangenen werden vrijgelaten, verbannen dissidenten keren terug. De militairen in overheidsfuncties werden vervangen door burgers.
In de eerste democratische presidentsverkiezingen in Benin in 1991 won Soglo met 67% van de stemmen de presidentsverkiezingen van Kérékou, die zich op het laatste moment kandidaat had gesteld.

### President Benin (1996-2006)
Bij de presidentsverkiezingen van 1996 werd Kérékou echter opnieuw tot president gekozen, nu voor de partij Actie door Vernieuwing en Ontwikkeling (FARD). In maart 2001 werd hij herkozen voor vijf jaar. Herverkiezing in 2006 mocht niet volgens de grondwet.
Stond Kérékou's eerste periode als president bekend om zijn socialistische experimenten, sinds 1989 voerde hij een beleid gericht op de vrije markt.
- Bibliothèque nationale de France: cb120551526 (data)
- Gemeinsame Normdatei: 120860783
- International Standard Name Identifier: 0000 0000 7830 1779
- Library of Congress Control Number: n80067933
- Nederlandse Thesaurus van Auteursnamen: 172320089
- Système universitaire de documentation: 035199326
- Virtual International Authority File: 39397049
- WorldCat: E39PBJkXB8rb4TDgQ3PCX4xbh3